# Bisceglie C5
El Bisceglie Calcio a 5 fue un equipo italiano de fútbol sala de la ciudad de Bisceglie, provincia de Barletta-Andria-Trani. Fue fundado en 1994 y desapareció en 2012. Jugó seis temporadas en la Serie A de la Divisione Calcio a 5.

## Plantilla 2007/2008
|   | Nac.   | Nombre                       | Sobrenombre    | Ruolo     |
| - | ------ | ---------------------------- | -------------- | --------- |
| x | Italia | Marco Squillace Zaramello    | XUXA ZARAMELLO | Portero   |
| x | Italia | Daniele D'Addato             | D'ADDATO       | Portero   |
| x | Italia | Domenico Ingravalle          | INGRAVALLE     | Portero   |
| x | Brasil | Rodolpho Schlickmann         | SCHLICKMANN    | Cierre    |
| x | Brasil | Luiz Cleber Parize           | PARIZE         | Universal |
| x | Italia | Franceso De Cillis           | DE CILLIS      | Universal |
| x | Italia | Nico Pedone                  | PEDONE         | Ala       |
| x | Brasil | Rodrigo Anselmo Campagnaro   | CAMPAGNARO     | Ala       |
| x | Brasil | Marcelo Todeschini           | TODESCHINI     | Ala       |
| x | Brasil | Giovani Beltrame Pedotti     | PEDOTTI        | Ala       |
| x | Brasil | Raphael Lastrucci            | LASTRUCCI      | Ala       |
| x | Brasil | Douglas Nicolodi             | NICOLODI       | Ala       |
| x | Brasil | Diego Rodrigo Souza da Silva | DIEGO          | Ala       |
| x | Brasil | Dao Edenilson Leite          | DAO            | Pívot     |

Entrenador:  Leopolodo Capurso

## Palmarés
- Copa Italia de Serie B 2004